# ليلى حمدي
ليلى حمدي (7 أغسطس 1929 - 27 يوليو 1973)، ممثلة مصرية.

## عن حياتها
اشتهر بلقب رفيعة هانم وكان الرسام رخا يتخذها موديلا لهذه الشخصية الكاريكاتورية تلقت دراستها بمدرسة المعلمات بسوهاج تزوجت من تاجر اسمه عواد الزياتي كان عمدة القلج بمحافظة القليوبية ولها منه ابنها عماد احترفت الفن بعد طلاقها منه ثم تزوجت عام 1958 من الممثل سمير ولي الدين ثم طلقت منه قلت اعمالها الفنية في ايامها الاخيرة وعاشت وحيده وعانت من الشلل إلي ان توفيت في 27 يوليو 1973 واكتشف الجيران موتها بعد 3 ايام فكانت نهايتها مأساوية.

## أعمال

### أفلام
| - البحث عن فضيحة:1973 - البيوت اسرار:1971 - 3 قصص:1968-والدة عروس القصة 3 - بيت الطالبات:1967 - النصف الآخر:1967 - صغيرة على الحب:1966 - مراتي مدير عام:1966-وديعة - إجازة صيف:1966-شفيقة - ايام ضائعة:1965 - مطلوب زوجة فورا:1964-سنية عبد السميع - المجانين في نعيم:1963-المعلمة حميدة زند السبع | - جواز في خطر:1963 - الفرسان الثلاثة:1961 - سكر هانم:1960-فكيهة - المليونير الفقير:1959-كاتينا مالكة الفندق - عودة الحياة:1959 - لوكاندة المفاجآت:1959 - عريس مراتي:1959 - حسن وماريكا:1959 - حياة إمرأة:1959 - كهرمان:1958-سمسمه - شارع الحب:1958-عضوة بالنادي | - الشيطانة الصغيرة:1958 - إسماعيل يس طرزان:1958 - الجريمة والعقاب:1957-أم زينب الخاطبة - إسماعيل يس في الأسطول:1957-زوجة عباس الزفر - صراع مع الحياة:1957 - إسماعيل يس في جنينة الحيوانات:1957-زوجة الطباخ - غرام المليونير:1957-مدام روز - المجد:1957 - علموني الحب:1957 - قلوب حائرة:1956 - من رضي بقليله:1955-أم حسين | - مملكة النساء:1955-مأمورة السجن - جريمة حب:1955-روز - مدرسة البنات:1955 - الحبيب المجهول:1955-المريضة البدينة - علشان عيونك:1954-سكر - تحيا الرجالة:1954 - فتوات الحسينية:1954 - الستات مايعرفوش يكدبوا:1954-صاحبة البرنيطة في السينما - أنا الحب:1954-عضوة الجمعية - بين قلبين:1953 |

| \| - الحب لما يفرقع:1962 - الحبيب المضروب:1961 - حماتي في التلفزيون:1960-قورة \| - عمتي فتافيت السكر:1960-فكيهة - منافق للإيجار:1960-سونيا - عايز أحب:1958 \| - الكورة مع بلبل:1957-رشيقة - صاحب الجلالة:1955-بنونه - الست عايزه كده:1955-ماريكا \| | - الحائرة:1972 - الأعماق البشرية:1970 - إفلاس خاطبة                       |                                                                                    |
| - الحب لما يفرقع:1962 - الحبيب المضروب:1961 - حماتي في التلفزيون:1960-قورة | - عمتي فتافيت السكر:1960-فكيهة - منافق للإيجار:1960-سونيا - عايز أحب:1958 | - الكورة مع بلبل:1957-رشيقة - صاحب الجلالة:1955-بنونه - الست عايزه كده:1955-ماريكا |

## روابط خارجية
- ليلى حمدي على موقع الدهليز
- ليلى حمدي على موقع قاعدة بيانات الأفلام العربية